# Departamento de San Fernando
El departamento de San Fernando fue uno de los departamentos que integró la antigua provincia de Colchagua antes de la regionalización de 1976. Recibió el nombre de San Fernando, capital provincial y departamental.

## Historia
El departamento de San Fernando fue organizado por decreto del presidente José Joaquín Pérez Mascayano el 14 de agosto de 1867, siendo creadas veinte subdelegaciones y 71 distritos.
El Diccionario Geográfico de Francisco Astaburuaga Cienfuegos (1899) señala sobre este departamento:

El de la provincia de Colchagua que contiene la capital de ésta y de sí mismo, la ciudad de San Fernando. Confina al N. con el departamento de Caupolicán por la sierra que desde el Alto del Portillo en los Andes, baja hacia el O. hasta los cerros y angostura de Regolemo; de aquí por los de Tambo y Yaquil hasta la margen norte del Tinguiririca en el linde oriental de la subdelegación de Huique; en seguida por ese río hasta su confluencia con el Cachapual, y desde donde se divide de los departamentos de Cachapual y Melipilla al mismo N. ó NO. por el río Rapel hasta su boca. Por el S. lo limitan los términos boreales de la provincia de Curicó; por el E., los Andes entre aquel Alto y el de las Damas, en los que se alza también el volcán de Tinguirírica , y por el O., el Pacífico en toda la costa de su provincia. Abarca un territorio de 6,178 kilómetros cuadrados y lo pueblan 79,742 habitantes. Es de superficie quebrada en la parte oriental y en la occidental, donde lo cubren las faldas de los Andes y las ramificaciones de los montes de la costa, conteniendo con todo planicies y laderas, aunque un tanto áridas, adaptables á la agricultura y ganadería; mas en su parte central posee extensión de comarcas planas y poco unduladas, provistas de copiosos canales de riego, produciéndose en ellas abundante trigo y otros cereales, legumbres, vinos y otros diferentes frutos; cría excelentes animales caballares, &c. Se divide en las subdelegaciones de Cáhuil, Calleuque, Cocauquén, Crucero, Cunaco, Chimbarongo, La Estación, Estrella, Nancagua, Navidad, Palmilla, Peña Blanca, Pidhuinco, Placilla de Manantiales, Roma, Rosario, San Fernando, San Luis ó Calabozo, Talcarehue y Tinguiririca, comprendiendo los pueblos y aldeas ó caseríos de Briones, Cahuil, Ciruelos, Cuenca, Chimbarongo, Estrella, Lihueimo, Licancheu, Manantiales, Matanzas, Nancagua, Navidad, Palmilla, Peña Blanca, Paniahue, Pichilemu, Pupuya, Quinta, Rapel, Reto, Roma, Rosario, San Fernando (la capital), San José de Toro, Sauce, Tinguiririca, Topocalma, Tumán, Yaquil &c. Este departamento con el de Caupolicán constituía de antiguo el corregimiento, partido ó delegación de Colchagua, que en 1831 quedó dividido en dos con esas denominaciones.

## Subdelegaciones y comunas

### 1867-1927
El decreto de 1867 creó las siguientes subdelegaciones, con sus correspondientes distritos:
- 1.° San Fernando: distritos 1.° del Pueblo, 2.° del Pueblo, 3.° Nincunlauta, 4.° del Pueblo, 5.° del Pueblo.
- 2.° de la Estación: distritos 1.° del Pueblo, 2.° del Pueblo, 3.° del Camino Real, 4.° del Pueblo.
- 3.° del Crucero: distritos 1.° del Crucero, 2.° Miraflores, 3.° de la Cañadilla.
- 4.° de Roma: distritos 1.° San Pedro, 2.° Roma, 3.° Cuenca.
- 5.° Talcarehue: distritos 1.° Pedehue, 2.° Talcarehue, 3.° San Javier, 4.° Antivero.
- 6.° Tinguiririca: distritos 1.° Orégano, 2.° Tinguiririca, 3.° Orilla, 4.° Isla de los Briones.
- 7.° Pidihuinco: distritos 1.° Carrizal, 2.° Pidihuinco, 3.° Peor es Nada.
- 8.° Chimbarongo: distritos 1.° Cuesta de González, 2.° Chimbarongo, 3.° La Merced, 4.° San José de Toro.
- 9.° Nancagua: distritos 1.° Nancagua, 2.° Placilla de Nancagua, 3.° Puquillay, 4.° Yáquil.
- 10.° Cunaco: distritos 1.° Cunaco, 2.° Apalta, 3.° Isla de Paniahue.
- 11.° Palmilla: distritos 1.° Palmilla, 2.° Paniahue, 3.° Colchagua.
- 12.° Peñablanca: distritos 1.° Reto, 2.° Marchant, 3.° Trinidad, 4.° Sauce.
- 13.° Cáhuil: distritos 1.° Ciruelos, 2.° Rodeillo, 3.° San Miguel, 4.° San Antonio de Petrel.
- 14.° Cocauquén: distritos 1.° de las Garzas, 2.° El Cardonal.
- 15.° Navidad: distritos 1.° San Vicente, 2.° Rapel, 3.° Licancheu, 4.° Navidad, 5.° Pupuya, 6.° Tumán.
- 16.° del Rosario: distritos 1.° Rosario, 2.° Pulín, 3.° Cartagena.
- 17.° de La Estrella: distritos 1.° Estrella, 2.° San Rafael, 3.° San Miguel de los Llanos.
- 18.° Calleuque: distritos 1.° Calleuque, 2.° Los Cardos, 3.° Lihueimo.
- 19.° la Placilla: distritos 1.° Placilla, 2.° Dehesa, 3.° Manantiales.
- 20.° San Luis: distritos 1.° La Capilla, 2.° Los Olivos, 3.° El Calabozo.
- 21.° Población (creado en 1921)

Por decreto del 22 de diciembre de 1891 fueron creadas varias comunas en el departamento de San Fernando. Además de la capital provincial, fueron creadas las comunas de:
- Chimbarongo, con las subdelegaciones 6.° Tinguiririca, 7.° Pidihuinco y 8.° Chimbarongo.
- Nancagua, con las subdelegaciones 9.° y 10.° Cunaco.
- Matanzas, con la subdelegación 15.° Navidad.
- La Estrella, con las subdelegaciones 10.° Rosario y 17.° La Estrella.
- Pichilemu, con las subdelegaciones 12.° Peñablanca, 13.° Cáhuil y 14.° Cocauquén.
- Roma, con las subdelegaciones 3.°, 4.° y 5.°.
- Palmilla, con las subdelegaciones 11.° y 18.°.
- Placilla, con las subdelegaciones 19.° y 20.°

Más adelante se crearon:
- Cunaco, integrada por la subdelegación 10.°, el 25 de abril de 1901.
- Calleuque, con la subdelegación 18.°, el 30 de diciembre de 1899.
- Tinguiririca
- Población

### 1927-1976
El Decreto con Fuerza de Ley N.º 8.583 del 30 de diciembre de 1927 redistribuye el territorio del departamento de San Fernando, quedando a partir de ahora conformado por:
- Comuna de San Fernando: "Comprenderá las antiguas subdelegaciones: 1.a, San Fernando; 2.a, Estación; 3.a,  El Crucero; 4.a, Roma; 5.a, Talcarehue; 6.a, Tinguiririca, y 20.a, San Luis, y el distrito 3.o,  Manantiales de la antigua subdelegación 19.a, Placilla".
- Comuna de Chimbarongo: "Comprenderá las antiguas subdelegaciones: 7.a, Pidihuinco, y 8.a, Chimbarongo".
- Comuna de Nancagua: "Comprenderá la antigua  subdelegación 9.a, Nancagua, el distrito 1.°, Cunaco, de la antigua subdelegación 10.a, Cunaco, y los distritos 1.°, Placilla, y 2.°, Dehesa, de la antigua  subdelegación 19.a, Placilla".

Tiempo después se restaura la comuna de Placilla, quedando el departamento conformado por cuatro comunas.

## Administración
La administración estaba en San Fernando, en donde se encontraba la Intendencia de Colchagua. Al ser San Fernando asiento de la capital provincial, el departamento de San Fernando no contó con la figura de gobernador departamental, estando directamente al mando del intendente de la provincia de Colchagua, exceptuando el período en que Rancagua pasó a ser capital de Colchagua, entre 1927 y 1935.

## Límites
- Al norte: departamento de San Vicente, departamento de Caupolicán (provincia de O'Higgins)
- Al oeste: departamento de Santa Cruz
- Al este: provincia de Mendoza
- Al sur: provincia de Curicó